# Kenny Scharf
Kenny Scharf (Los Angeles, 1958) és un grafiter i pintor estatunidenc. És conegut per haver participat en l'escena d'art underground d'East Village durant els anys 1980 al costat de Jean-Michel Basquiat i Keith Haring. És així com varen començar a intervenir a l'espai públic amb grafits i murals, activitat que, més endavant, es va convertir en un moviment artisticocultural que encara avui dia és un referent important per a l'art contemporani. La seva pràctica artística do it yoursef inclou pintura, escultura, moda, audiovisual, performance i street art.

## Biografia
Va néixer a Los Angeles i es va traslladar a Manhattan, Nova York, on es va graduar en Belles Arts el 1980 a l'School of Visual Arts. Havent crescut al sud de Califòrnia després de la Segona Guerra Mundial, Scharf va quedar fascinat per la televisió i la promesa futurista del disseny modern. Les seves obres sovint consisteixen en icones de la cultura pop com Els Picapedra i Els Supersònics, o caricatures d'estatunidencs de classe mitjana en un entorn apocalíptic de ciència-ficció.
L'agost de 2018, Scharf va presentar a Eivissa l'exposició Universalis, «una mostra del seu treball recent que parteix del còmic i l'art urbà per a traçar una radiografia de les emocions humanes més simples i autèntiques».